# Escaphiella itys
Escaphiella itys là một loài nhện trong họ Oonopidae.
Loài này thuộc chi Escaphiella. Escaphiella itys được Eugène Simon miêu tả năm 1893.